# Volby do Zastupitelstva města Brna 2006
Volby do zastupitelstva města Brna v roce 2006 proběhly  v rámci obecních voleb v pátek 20. a sobotu 21. října. Brno mělo pouze jeden volební obvod, zvoleno bylo celkem 55 zastupitelů. Volilo 128 867 voličů, což představuje volební účast 40,56 % oprávněných voličů. 
Vítězem voleb se stala již počtvrté Občanská demokratická strana a Česká strana sociálně demokratická opět skončila na druhém místě. Mandáty získala také Strana zelených, Křesťanská a demokratická unie - Československá strana lidová, BRNO2006-tým J.Zlatušky a Komunistická strana Čech a Moravy. Nikdo další se přes 5% hranici neprobojoval. 

## Výsledky hlasování
| Volební strana                                                | Počet hlasů | Hlasy v % | Mandáty | Bilance |
| ------------------------------------------------------------- | ----------- | --------- | ------- | ------- |
| Občanská demokratická strana                                  | 2 159 341   | 33,11     | 19      | ▼ -3    |
| Česká strana sociálně demokratická                            | 1 419 646   | 21,77     | 13      | ▼ -5    |
| Strana zelených                                               | 777 695     | 11,92     | 7       | ▲ +3    |
| Křesťanská a demokratická unie - Československá strana lidová | 725 032     | 11,12     | 6       | ▼ -3    |
| BRNO2006-tým J.Zlatušky                                       | 580 795     | 8,91      | 5       | -       |
| Komunistická strana Čech a Moravy                             | 565 541     | 8,67      | 5       | ▼ -4    |
| Společně pro Brno                                             | 106 558     | 1,63      | 0       | ▬ ±0    |
| NEZÁVISLÍ DEMOKRATÉ (předseda V. Železný)                     | 77 728      | 1,19      | 0       | -       |
| Moravané                                                      | 54 344      | 0,83      | 0       | -       |
| Česká strana národně socialistická                            | 20 415      | 0,31      | 0       | -       |
| Folklor i Společnost                                          | 15 919      | 0,24      | 0       | -       |
| Národní sjednocení                                            | 6 707       | 0,1       | 0       | -       |
| Strana demokratického socialismu                              | 3 393       | 0,05      | 0       | -       |
| Koruna Česká (monarchistická strana Čech, Moravy a Slezska)   | 3 377       | 0,05      | 0       | -       |
| Konzervativní strana                                          | 3 089       | 0,05      | 0       | ▬ ±0    |
| Strana Rovnost Šancí                                          | 2 327       | 0,04      | 0       | -       |
| celkem                                                        | 6 521 907   | 100       | 55      | ▬ ±0    |

## Složení zastupitelstva
| Koalice (31)                                                                             | Koalice (31)                     | Koalice (31)                                              | Koalice (31)                                              | Opozice (24) | Opozice (24)                     |
| ČSSD · ČSSD · ČSSD · ČSSD · ČSSD · ČSSD · ČSSD · ČSSD · ČSSD · ČSSD · ČSSD · ČSSD · ČSSD | SZ · SZ · SZ · SZ · SZ · SZ · SZ | KDU-ČSL · KDU-ČSL · KDU-ČSL · KDU-ČSL · KDU-ČSL · KDU-ČSL | Brno 2006 · Brno 2006 · Brno 2006 · Brno 2006 · Brno 2006 | ODS · ODS · ODS · ODS · ODS · ODS · ODS · ODS · ODS · ODS · ODS · ODS · ODS · ODS · ODS · ODS · ODS · ODS · ODS | KSČM · KSČM · KSČM · KSČM · KSČM |